# 룸2012
룸2012(Room2012)는 독일의 팝 밴드이다.

## 디스코그래피
- Elevator (2007)